# Lieja-Bastoña-Lieja 1982
La Lieja-Bastogne-Lieja 1982 fue la 68.ª edición de la clásica ciclista Lieja-Bastoña-Lieja. La carrera se disputó el domingo 11 de abril de 1982, sobre un recorrido de 244 km. 
El vencedor final fue el italiano Silvano Contini (Bianchi-Piaggio), que se impuso al belga Alfons De Wolf (Vermeer Thijs) y al suizo Stefan Mutter (Puch-Eorotex), segundo y tercero respectivamente. 

## Clasificación final
| Posición | Ciclista            | Equipo                 | Tiempo     |
| -------- | ------------------- | ---------------------- | ---------- |
| 1        | Silvano Contini     | Bianchi-Piaggio        | 6h 56' 00" |
| 2        | Alfons De Wolf      | Vermeer Thijs          | m. t.      |
| 3        | Stefan Mutter       | Puch-Eorotex           | m. t.      |
| 4        | Claude Criquielion  | Splendor-Wickes        | m. t.      |
| 5        | Tommy Prim          | Bianchi-Piaggio        | + 24"      |
| 6        | Johan van der Velde | TI-Raleigh-Campagnolo  | m. t.      |
| 7        | Roger De Vlaeminck  | DAF Trucks-TeVe Blad   | m. t.      |
| 8        | Jean-Marie Grezet   | Cilo-Aufina            | m. t.      |
| 9        | Stephen Roche       | Peugeot-Shell-Michelin | m. t.      |
| 10       | Sean Kelly          | Sem-France Loire       | m. t.      |